# Copa de Oro de la Concacaf 2021
La Copa Oro de la Concacaf 2021 (oficialmente 2021 CONCACAF Gold Cup) fue la vigesimosexta edición de la competición regional a nivel de selecciones más importante en Norteamérica, Centroamérica y el Caribe organizada por la Concacaf.

## Organización

### Formato de competición
El torneo se desarrolló dividido en cuatro etapas: fase de grupos, cuartos de final, semifinales y final.
En la fase de grupos los dieciséis equipos participantes se dividieron en 4 grupos de 4 equipos, cada equipo jugó una vez contra sus rivales de grupo con un sistema de todos contra todos, los equipos fueron clasificados en los grupos según los puntos obtenidos en todos sus partidos jugados los cuales fueron otorgados de la siguiente manera:
- 3 puntos por partido ganado.
- 1 punto por partido empatado.
- 0 puntos por partido perdido.

Clasificaron a los cuartos de final los dos primeros lugares de cada grupo. Si al término de la fase de grupos dos o más equipos terminaban empatados en puntos se aplicarían los siguientes criterios de desempate:
- La diferencia de goles en los partidos del grupo.
- La mayor cantidad de puntos obtenidos en los partidos entre los equipos en cuestión.
- Sorteo por parte del Comité de la Copa Oro.

En los cuartos de final los 8 equipos clasificados a esta instancia formaron 4 series de dos equipos, los ganadores de cada serie clasificaron a las semifinales, los perdedores de las semifinales jugaron el partido por el tercer lugar y los ganadores disputaron la final del torneo. Los enfrentamientos de cuartos de final y semifinales se determinaron de la siguiente manera:
| Cuartos de final - Ganador Grupo D - Segundo Grupo A (Semifinalista 1) - Ganador Grupo B - Segundo Grupo C (Semifinalista 2) - Ganador Grupo A - Segundo Grupo D (Semifinalista 3) - Ganador Grupo C - Segundo Grupo B (Semifinalista 4) | Semifinales - Semifinalista 1 - Semifinalista 2 - Semifinalista 3 - Semifinalista 4 |

Los cuartos de final, semifinales y final se jugaron con un sistema de eliminación directa, si algún partido de estas fases terminaba empatado luego de los noventa minutos de tiempo de juego reglamentario se procedería a jugar un tiempo extra consistente en dos periodos de 15 minutos, si la igualdad persistía se definiría al ganador mediante tiros desde el punto penal.

## Sedes
El 22 de abril de 2021 la Concacaf anunció los nueve estadios que albergaron la competencia durante la fase de grupos, cuartos de final y semifinales. Mientras que el 13 de abril se dio a conocer que la ciudad de Las Vegas albergaría la final. Las sedes se concentraron en cinco estados: Arizona, Florida, Kansas, Nevada y Texas, siendo este último el que contó con el mayor número de partidos, al contar con seis estadios asignados en cinco ciudades, ya que el área de Houston aportó dos campos de juego para la edición.
Por otro lado, el DRV PNK Stadium en Fort Lauderdale albergó los partidos para definir a los tres equipos que ocuparían las últimas plazas para la Copa.
| Dallas             | Arlington                                                                     | Houston                                                                       | Houston               |
| ------------------ | ----------------------------------------------------------------------------- | ----------------------------------------------------------------------------- | --------------------- |
| Texas              |                                                                               |                                                                               |                       |
| Cotton Bowl        | AT&T Stadium                                                                  | Estadio NRG                                                                   | BBVA Stadium          |
| Capacidad: 92 100  | Capacidad: 80 000                                                             | Capacidad: 72 220                                                             | Capacidad: 22 039     |
|                    |                                                                               |                                                                               |                       |
| Glendale           | Houston Frisco Kansas City Orlando Dallas Arlington Austin Las Vegas Glendale | Houston Frisco Kansas City Orlando Dallas Arlington Austin Las Vegas Glendale | Las Vegas             |
| Arizona            | Houston Frisco Kansas City Orlando Dallas Arlington Austin Las Vegas Glendale | Houston Frisco Kansas City Orlando Dallas Arlington Austin Las Vegas Glendale | Nevada                |
| State Farm Stadium | Houston Frisco Kansas City Orlando Dallas Arlington Austin Las Vegas Glendale | Houston Frisco Kansas City Orlando Dallas Arlington Austin Las Vegas Glendale | Allegiant Stadium     |
| Capacidad: 63 400  | Houston Frisco Kansas City Orlando Dallas Arlington Austin Las Vegas Glendale | Houston Frisco Kansas City Orlando Dallas Arlington Austin Las Vegas Glendale | Capacidad: 65 000     |
|                    | Houston Frisco Kansas City Orlando Dallas Arlington Austin Las Vegas Glendale | Houston Frisco Kansas City Orlando Dallas Arlington Austin Las Vegas Glendale |                       |
| Orlando            | Austin                                                                        | Frisco                                                                        | Kansas City           |
| Florida            | Texas                                                                         | Texas                                                                         | Kansas                |
| Exploria Stadium   | Q2 Stadium                                                                    | Estadio Toyota                                                                | Children's Mercy Park |
| Capacidad: 25 500  | Capacidad: 20 738                                                             | Capacidad: 20 500                                                             | Capacidad: 18 467     |
|                    |                                                                               |                                                                               |                       |

## Equipos participantes

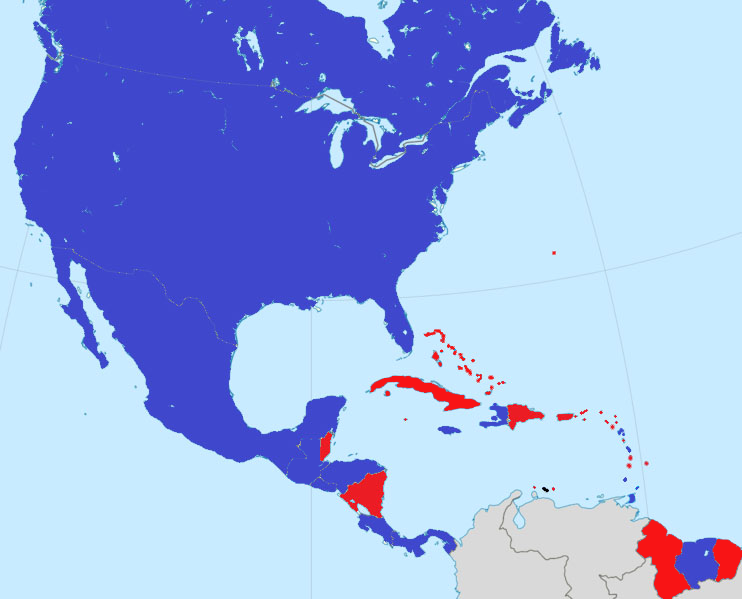
Equipos clasificados a la Copa Oro
Equipos que no clasificaron a la Copa Oro

En septiembre de 2019 la Concacaf oficializó el sistema de clasificación para la Copa Oro de 2021. Se estableció que 12 equipos clasificarían con base en los resultados de la fase de grupos de la Liga de Naciones de la Concacaf 2019-20, mientras que los restantes 3 cupos se otorgarían mediante la Clasificación para la Copa de Oro de la Concacaf 2021.
En septiembre de 2020, Concacaf invitó a la Selección de fútbol de Catar perteneciente a la Confederación Asiática de Fútbol para esta edición.
El 9 de julio de 2021, Curazao declinó su participación por un brote de COVID-19 en su plantilla, Guatemala fue invitada a tomar su lugar en el Grupo A a dos días de su debut, debido a que fue la selección que obtuvo el segundo lugar en la fase de clasificación, tan sólo después de Haití siendo así la mejor selección eliminada. La decisión fue aprobada por unanimidad por el Consejo de Concacaf.
En cursiva los países debutantes en la competición.

En negrita los países invitados a la competición.
| Equipos participantes | Equipos participantes | Equipos participantes | Equipos participantes |
| --------------------- | --------------------- | --------------------- | --------------------- |
| Canadá                | Estados Unidos        | Haití                 | México                |
| Catar                 | Granada               | Honduras              | Panamá                |
| Costa Rica            | Guadalupe             | Jamaica               | Surinam               |
| El Salvador           | Guatemala             | Martinica             | Trinidad y Tobago     |

## Sorteo
El sorteo se llevó a cabo en la sede de Concacaf en Miami, Estados Unidos, el 28 de septiembre de 2020.

### Fase preliminar
El 27 de julio de 2020, Concacaf anunció que las 12 selecciones jugarían las eliminatorias como ronda preliminar centralizada en los Estados Unidos, la semana previo al comienzo de la fase de grupos de la Copa de Oro 2021. Sin embargo el 2 de septiembre de 2020, Concacaf anunció que la selección de fútbol de Catar fue invitado a la Copa Oro 2021 y que el torneo de clasificación determinaría solo a tres equipos que participaran en la Copa Oro. El torneo contara con dos rondas, con los doce equipos participantes que serán divididos en seis eliminatorias únicas en la primera ronda. Los seis ganadores avanzaran a la segunda ronda, y los ganadores de los tres partidos únicos se clasificaran a la Copa Oro.
Los primeros 6 equipos del ranking Concacaf de agosto de 2020 fueron predeterminados según su orden a los partidos 1 y 6, según su posición, mientras que los otros seis equipos serán sorteados desde un bombo simple.
A continuación, se muestra una lista con los bombos respectivos. Entre paréntesis su posición en el ranking.
| Predeterminado         | Bombo 1                           |
| ---------------------- | --------------------------------- |
| Haití (7)              | Guayana Francesa (18)             |
| Guatemala (9)          | Guyana (19)                       |
| Trinidad y Tobago (12) | San Vicente y las Granadinas (23) |
| Cuba (14)              | Barbados (29)                     |
| Guadalupe (16)         | Montserrat (30)                   |
| Bermudas (17)          | Bahamas (33)                      |

### Fase de grupos
| Bombo 1        | Bombo 2     | Bombo 3   | Bombo 4           |
| -------------- | ----------- | --------- | ----------------- |
| México         | Jamaica     | Martinica | Trinidad y Tobago |
| Estados Unidos | Canadá      | Guatemala | Haití             |
| Costa Rica     | Panamá      | Surinam   | Guadalupe         |
| Honduras       | El Salvador | Granada   | Catar             |

## Árbitros
El 29 de junio de 2021, Concacaf anunció un total de 19 árbitros centrales, 25 árbitros asistentes y 12 árbitros asistentes de vídeo (VAR) designados para el torneo. Además, el Comité de Árbitros de Concacaf aprobó la participación de 12 jueces del Programa de Árbitros Avanzados Dirigidos (TARP, por sus siglas en inglés) de Concacaf, quienes entrenarán con oficiales de élite para prepararse para futuras competencias. Además, contó con árbitros invitados de la CAF encabezados por el gambiano Bakary Gassama.
Árbitros centrales
- Drew Fischer
- Ricardo Montero
- Juan Gabriel Calderón
- Reon Radix
- Mario Escobar
- Bryan López
- Selvin Brown
- Said Martínez
- Oshane Nation
- Daneon Parchment
- Adonai Escobedo
- Fernando Guerrero
- Fernando Hernández
- César Ramos
- Iván Barton
- Ismael Cornejo
- Jair Marrufo
- Armando Villarreal
- Ismail Elfath
- Bakary Gassama

Árbitros asistentes
- Iroots Appleton
- Micheal Barwegen
- William Arrieta
- Juan Carlos Mora
- Gerson López
- Walter López
- Christian Ramírez
- Roney Salinas
- Nicholas Anderson
- Ojay Duhaney
- Jassett Kerr
- Miguel Hernández
- Michel Morales
- Alberto Morín
- Henri Pupiro
- Geovany García
- David Morán
- Juan Francisco Zumba
- Zachari Zeegelaar
- Caleb Wales
- Frank Anderson
- Kyle Atkins
- Logan Brown
- Kathryn Nesbitt
- Corey Parker
- Djibril Camara

Árbitros asistentes de vídeo (VAR)
- David Gantar
- Carlos Ayala
- Arturo Cruz
- León Barajas
- Erick Miranda
- Ángel Monroy
- Joel Rangel
- Tatiana Guzmán
- Allen Chapman
- Tim Ford
- Edvin Jurisevic
- Chris Penso

Programa de árbitros avanzados dirigido (TARP)
- Pierre-Luc Lauzière
- Keylor Herrera
- Benjamín Pineda
- Diego Montaño
- José Torres
- Tristley Bassue
- Nima Saghafi
- Rubiel Vázquez

## Fase preliminar
- Todos los partidos se jugaron en el DRV PNK Stadium en Fort Lauderdale, Florida; por esta razón es que algunos partidos se retrasaron y no se jugaron a la hora correspondiente.

|  | Primera ronda                | Primera ronda |                    |   | Segunda ronda | Segunda ronda |
|  |                              |               |                    |   |               |               |
|  | 2 de julio de 2021           |               |                    |   |               |               |
|  |                              |               |                    |   |               |               |
|  | Haití                        | 6             |                    |   |               |               |
|  | Haití                        | 6             | 6 de julio de 2021 |   |               |               |
|  | San Vicente y las Granadinas | 1             |                    |   |               |               |
|  | San Vicente y las Granadinas | 1             | Haití              | 4 |               |               |
|  | 2 de julio de 2021           |               | Haití              | 4 |               |               |
|  |                              | Bermudas      | 1                  |   |               |               |
|  | Bermudas                     | Bermudas      | 1                  | 8 |               |               |
|  | Bermudas                     |               |                    | 8 |               |               |
|  | Barbados                     | 1             |                    |   |               |               |
|  | Barbados                     | 1             |                    |   |               |               |

|  | Primera ronda      | Primera ronda |                    |       | Segunda ronda | Segunda ronda |
|  |                    |               |                    |       |               |               |
|  | 3 de julio de 2021 |               |                    |       |               |               |
|  |                    |               |                    |       |               |               |
|  | Guatemala          | 4             |                    |       |               |               |
|  | Guatemala          | 4             | 6 de julio de 2021 |       |               |               |
|  | Guyana             | 0             |                    |       |               |               |
|  | Guyana             | 0             | Guatemala          | 1 (9) |               |               |
|  | 3 de julio de 2021 |               | Guatemala          | 1 (9) |               |               |
|  |                    | Guadalupe     | 1 (10)             |       |               |               |
|  | Guadalupe          | Guadalupe     | 1 (10)             | 2     |               |               |
|  | Guadalupe          |               |                    | 2     |               |               |
|  | Bahamas            | 0             |                    |       |               |               |
|  | Bahamas            | 0             |                    |       |               |               |

|  | Primera ronda      | Primera ronda    |                    |       | Segunda ronda | Segunda ronda |
|  |                    |                  |                    |       |               |               |
|  | 2 de julio de 2021 |                  |                    |       |               |               |
|  |                    |                  |                    |       |               |               |
|  | Trinidad y Tobago  | 6                |                    |       |               |               |
|  | Trinidad y Tobago  | 6                | 6 de julio de 2021 |       |               |               |
|  | Montserrat         | 1                |                    |       |               |               |
|  | Montserrat         | 1                | Trinidad y Tobago  | 1 (8) |               |               |
|  | 3 de julio de 2021 |                  | Trinidad y Tobago  | 1 (8) |               |               |
|  |                    | Guayana Francesa | 1 (7)              |       |               |               |
|  | Cuba               | Guayana Francesa | 1 (7)              | 0     |               |               |
|  | Cuba               |                  |                    | 0     |               |               |
|  | Guayana Francesa   | 3*               |                    |       |               |               |
|  | Guayana Francesa   | 3*               |                    |       |               |               |

- Guayana Francesa fue declarado como ganador del partido no jugado contra la selección de Cuba, con un marcador a favor de 3 a 0, debido a incidentes con el viaje de Cuba a Estados Unidos por problemas con la Visa.
- A pesar de ser eliminado a la clasificación general, Guatemala pasó a fase de grupos luego de un contagio masivo de COVID-19 de Curazao, reemplazándolos y porque clasificó fuera de los ganadores de preliminares por desempeño debido a que tuvo 4 puntos y 5 goles superando a los demás, siendo el único equipo de la historia en ser eliminado dos veces del mismo torneo.[10]

## Fase de grupos
– Clasificado para los cuartos de final. 
- Los horarios corresponden al huso horario EDT (UTC-4).

### Grupo A
| Selección         | Pts | PJ | PG | PE | PP | GF | GC | Dif |
| ----------------- | --- | -- | -- | -- | -- | -- | -- | --- |
| México            | 7   | 3  | 2  | 1  | 0  | 4  | 0  | +4  |
| El Salvador       | 6   | 3  | 2  | 0  | 1  | 4  | 1  | +3  |
| Trinidad y Tobago | 2   | 3  | 0  | 2  | 1  | 1  | 3  | −2  |
| Guatemala         | 1   | 3  | 0  | 1  | 2  | 1  | 6  | −5  |

| 10 de julio de 2021, 22:30 | México | 0:0     | Trinidad y Tobago | AT&T Stadium, Arlington                                     |                                                             |
|                            |        | Reporte |                   | Asistencia: 41 229 espectadores Árbitro(s): Ricardo Montero | Asistencia: 41 229 espectadores Árbitro(s): Ricardo Montero |

| 11 de julio de 2021, 23:00 | El Salvador              | 2:0 (0:0) | Guatemala | Toyota Stadium, Frisco                                 |                                                        |
|                            | Roldán 81' · Rivas 90+6' | Reporte   |           | Asistencia: 8494 espectadores Árbitro(s): Jair Marrufo | Asistencia: 8494 espectadores Árbitro(s): Jair Marrufo |

| 14 de julio de 2021, 19:30 | Trinidad y Tobago | 0:2 (0:1) | El Salvador                    | Toyota Stadium, Frisco                                 |                                                        |
|                            |                   | Reporte   | Henríquez 30' · Martínez 90+1' | Asistencia: 5494 espectadores Árbitro(s): Selvin Brown | Asistencia: 5494 espectadores Árbitro(s): Selvin Brown |

| 14 de julio de 2021, 22:30 | Guatemala | 0:3 (0:1) | México                           | Cotton Bowl, Dallas                                          |                                                              |
|                            |           | Reporte   | Funes Mori 29', 55' · Pineda 79' | Asistencia: 15 391 espectadores Árbitro(s): Daneon Parchment | Asistencia: 15 391 espectadores Árbitro(s): Daneon Parchment |

| 18 de julio de 2021, 22:00 | Guatemala    | 1:1 (0:1) | Trinidad y Tobago | Toyota Stadium, Frisco                                  |                                                         |
|                            | Gordillo 78' | Reporte   | R. Moore 12'      | Asistencia: 5476 espectadores Árbitro(s): Oshane Nation | Asistencia: 5476 espectadores Árbitro(s): Oshane Nation |

| 18 de julio de 2021, 22:00 | México           | 1:0 (1:0) | El Salvador | Cotton Bowl, Dallas                                       |                                                           |
|                            | L. Rodríguez 26' | Reporte   |             | Asistencia: 45 792 espectadores Árbitro(s): Said Martínez | Asistencia: 45 792 espectadores Árbitro(s): Said Martínez |

### Grupo B
| Selección      | Pts | PJ | PG | PE | PP | GF | GC | Dif |
| -------------- | --- | -- | -- | -- | -- | -- | -- | --- |
| Estados Unidos | 9   | 3  | 3  | 0  | 0  | 8  | 1  | +7  |
| Canadá         | 6   | 3  | 2  | 0  | 1  | 8  | 3  | +5  |
| Haití          | 3   | 3  | 1  | 0  | 2  | 3  | 6  | −3  |
| Martinica      | 0   | 3  | 0  | 0  | 3  | 3  | 12 | −9  |

| 11 de julio de 2021, 18:30 | Canadá                                                | 4:1 (3:1) | Martinica   | Children's Mercy Park, Kansas City                      |                                                         |
|                            | Larin 16' · Osorio 20' · Eustáquio 26' · Corbeanu 89' | Reporte   | Rivière 10' | Asistencia: 12 664 espectadores Árbitro(s): Iván Barton | Asistencia: 12 664 espectadores Árbitro(s): Iván Barton |

| 11 de julio de 2021, 21:00 | Estados Unidos | 1:0 (1:0) | Haití | Children's Mercy Park, Kansas City                        |                                                           |
|                            | Vines 8'       | Reporte   |       | Asistencia: 12 664 espectadores Árbitro(s): Said Martínez | Asistencia: 12 664 espectadores Árbitro(s): Said Martínez |

| 15 de julio de 2021, 19:30 | Haití       | 1:4 (0:1) | Canadá                                                    | Children's Mercy Park, Kansas City                              |                                                                 |
|                            | Lambese 56' | Reporte   | Eustáquio 5' · Larin 51', 74' (pen.) · Hoilett 79' (pen.) | Asistencia: 7511 espectadores Árbitro(s): Juan Gabriel Calderón | Asistencia: 7511 espectadores Árbitro(s): Juan Gabriel Calderón |

| 15 de julio de 2021, 22:00 | Martinica          | 1:6 (0:2) | Estados Unidos                                                                  | Children's Mercy Park, Kansas City                      |                                                         |
|                            | Rivière 64' (pen.) | Reporte   | Dike 14', 59' · Camille 23' (a.g.) · Robinson 50' · Zardes 70' · Gioacchini 90' | Asistencia: 7511 espectadores Árbitro(s): Mario Escobar | Asistencia: 7511 espectadores Árbitro(s): Mario Escobar |

| 18 de julio de 2021, 17:00 | Martinica   | 1:2 (0:1) | Haití                | Toyota Stadium, Frisco                                  |                                                         |
|                            | Fortuné 53' | Reporte   | Antoine 3' · Adé 61' | Asistencia: 243 espectadores Árbitro(s): Ismael Cornejo | Asistencia: 243 espectadores Árbitro(s): Ismael Cornejo |

| 18 de julio de 2021, 17:00 | Estados Unidos | 1:0 (1:0) | Canadá | Children's Mercy Park, Kansas City                          |                                                             |
|                            | S. Moore 1'    | Reporte   |        | Asistencia: 18 467 espectadores Árbitro(s): Adonai Escobedo | Asistencia: 18 467 espectadores Árbitro(s): Adonai Escobedo |

### Grupo C
| Selección  | Pts | PJ | PG | PE | PP | GF | GC | Dif |
| ---------- | --- | -- | -- | -- | -- | -- | -- | --- |
| Costa Rica | 9   | 3  | 3  | 0  | 0  | 6  | 2  | +4  |
| Jamaica    | 6   | 3  | 2  | 0  | 1  | 4  | 2  | +2  |
| Surinam    | 3   | 3  | 1  | 0  | 2  | 3  | 5  | −2  |
| Guadalupe  | 0   | 3  | 0  | 0  | 3  | 3  | 7  | −4  |

| 12 de julio de 2021, 18:30 | Jamaica                 | 2:0 (2:0) | Surinam | Exploria Stadium, Orlando                                |                                                          |
|                            | Nicholson 6' · Reid 26' | Reporte   |         | Asistencia: 6403 espectadores Árbitro(s): Bakary Gassama | Asistencia: 6403 espectadores Árbitro(s): Bakary Gassama |

| 12 de julio de 2021, 21:00 | Costa Rica                              | 3:1 (2:1) | Guadalupe    | Exploria Stadium, Orlando                               |                                                         |
|                            | Campbell 6' · Lassiter 21' · Borges 70' | Reporte   | Mirval 45+5' | Asistencia: 6403 espectadores Árbitro(s): Ismail Elfath | Asistencia: 6403 espectadores Árbitro(s): Ismail Elfath |

| 16 de julio de 2021, 18:30 | Guadalupe      | 1:2 (1:1) | Jamaica                   | Exploria Stadium, Orlando                             |                                                       |
|                            | Bell 4' (a.g.) | Reporte   | Burke 14' · Flemmings 87' | Asistencia: 6527 espectadores Árbitro(s): Bryan López | Asistencia: 6527 espectadores Árbitro(s): Bryan López |

| 16 de julio de 2021, 21:00 | Surinam     | 1:2 (0:0) | Costa Rica                | Exploria Stadium, Orlando                                    |                                                              |
|                            | Vlijter 52' | Reporte   | Campbell 58' · Borges 59' | Asistencia: 6527 espectadores Árbitro(s): Fernando Hernández | Asistencia: 6527 espectadores Árbitro(s): Fernando Hernández |

| 20 de julio de 2021, 19:00 | Surinam                       | 2:1 (1:1) | Guadalupe   | BBVA Stadium, Houston                                         |                                                               |
|                            | Vlijter 14' · Hasselbaink 79' | Reporte   | Phaëton 20' | Asistencia: 10 625 espectadores Árbitro(s): Fernando Guerrero | Asistencia: 10 625 espectadores Árbitro(s): Fernando Guerrero |

| 20 de julio de 2021, 19:00 | Costa Rica | 1:0 (0:0) | Jamaica | Exploria Stadium, Orlando                                 |                                                           |
| | Ruiz 53'   | Reporte   |         | Asistencia: 10 264 espectadores Árbitro(s): Mario Escobar | Asistencia: 10 264 espectadores Árbitro(s): Mario Escobar |
| El partido entre Costa Rica vs. Jamaica fue detenido luego de dos minutos de juego debido a tormentas eléctricas en el área. El partido se reanudó a las 21:20 EDT (UTC-4). |            |           |         |                                                           |                                                           |

### Grupo D
| Selección | Pts | PJ | PG | PE | PP | GF | GC | Dif |
| --------- | --- | -- | -- | -- | -- | -- | -- | --- |
| Catar     | 7   | 3  | 2  | 1  | 0  | 9  | 3  | +6  |
| Honduras  | 6   | 3  | 2  | 0  | 1  | 7  | 4  | +3  |
| Panamá    | 4   | 3  | 1  | 1  | 1  | 8  | 7  | +1  |
| Granada   | 0   | 3  | 0  | 0  | 3  | 1  | 11 | −10 |

| 13 de julio de 2021, 20:57 | Catar                                     | 3:3 (0:0) | Panamá                                | BBVA Stadium, Houston                                   |                                                         |
|                            | Afif 48' · Ali 53' · Al-Haidos 63' (pen.) | Reporte   | Blackburn 51', 58' · Davis 79' (pen.) | Asistencia: 10 625 espectadores Árbitro(s): César Ramos | Asistencia: 10 625 espectadores Árbitro(s): César Ramos |

| 13 de julio de 2021, 23:10 | Honduras                                             | 4:0 (1:0) | Granada | BBVA Stadium, Houston                                         |                                                               |
|                            | Bengtson 28' · Solano 52' · Quioto 86' · Leverón 88' | Reporte   |         | Asistencia: 10 625 espectadores Árbitro(s): Fernando Guerrero | Asistencia: 10 625 espectadores Árbitro(s): Fernando Guerrero |

| 17 de julio de 2021, 19:30 | Granada | 0:4 (0:3) | Catar                                        | BBVA Stadium, Houston                                        |                                                              |
|                            |         | Reporte   | Hatem 11' · Afif 22' · Muntari 36' · Ali 46' | Asistencia: 7173 espectadores Árbitro(s): Armando Villarreal | Asistencia: 7173 espectadores Árbitro(s): Armando Villarreal |

| 17 de julio de 2021, 22:00 | Panamá                         | 2:3 (2:1) | Honduras                    | BBVA Stadium, Houston                                    |                                                          |
|                            | Davis 32' (pen.) · Yanis 45+1' | Reporte   | Quioto 22', 65' · López 61' | Asistencia: 3508 espectadores Árbitro(s): Bakary Gassama | Asistencia: 3508 espectadores Árbitro(s): Bakary Gassama |

| 20 de julio de 2021, 21:30 | Honduras | 0:2 (0:1) | Catar                     | BBVA Stadium, Houston                                    |                                                          |
|                            |          | Reporte   | Ahmed 25' · Muntari 90+5' | Asistencia: 12 630 espectadores Árbitro(s): Jair Marrufo | Asistencia: 12 630 espectadores Árbitro(s): Jair Marrufo |

| 20 de julio de 2021, 23:30 | Panamá                              | 3:1 (2:0) | Granada   | Exploria Stadium, Orlando                             |                                                       |
| | Quintero 7' · J. Rodríguez 27', 64' | Reporte   | Frank 76' | Asistencia: 1548 espectadores Árbitro(s): César Ramos | Asistencia: 1548 espectadores Árbitro(s): César Ramos |
| El partido entre Panamá vs. Granada, originalmente estaba programado a las 21:30 EDT (UTC-4), se retrasó hasta las 23:30 EDT debido al retraso en el inicio del partido del Grupo C entre Costa Rica y Jamaica. |                                     |           |           |                                                       |                                                       |

## Fase de eliminación
|  | Cuartos de final        | Cuartos de final      |                         |   | Semifinales | Semifinales |  |  | Final | Final |
|  |                         |                       |                         |   |             |             |  |  |       |       |
|  | 24 de julio - Glendale  |                       |                         |   |             |             |  |  |       |       |
|  |                         |                       |                         |   |             |             |  |  |       |       |
|  | Catar                   | 3                     |                         |   |             |             |  |  |       |       |
|  | Catar                   | 3                     | 29 de julio - Austin    |   |             |             |  |  |       |       |
|  | El Salvador             | 2                     |                         |   |             |             |  |  |       |       |
|  | El Salvador             | 2                     | Catar                   | 0 |             |             |  |  |       |       |
|  | 25 de julio - Arlington |                       | Catar                   | 0 |             |             |  |  |       |       |
|  |                         | Estados Unidos        | 1                       |   |             |             |  |  |       |       |
|  | Estados Unidos          | Estados Unidos        | 1                       | 1 |             |             |  |  |       |       |
|  | Estados Unidos          |                       | 1 de agosto - Las Vegas | 1 |             |             |  |  |       |       |
|  | Jamaica                 | 0                     |                         |   |             |             |  |  |       |       |
|  | Jamaica                 | 0                     | Estados Unidos (t. s.)  | 1 |             |             |  |  |       |       |
|  | 24 de julio - Glendale  |                       | Estados Unidos (t. s.)  | 1 |             |             |  |  |       |       |
|  |                         | México                | 0                       |   |             |             |  |  |       |       |
|  | México                  | México                | 0                       | 3 |             |             |  |  |       |       |
|  | México                  | 29 de julio - Houston |                         | 3 |             |             |  |  |       |       |
|  | Honduras                | 0                     |                         |   |             |             |  |  |       |       |
|  | Honduras                | 0                     | México                  | 2 |             |             |  |  |       |       |
|  | 25 de julio - Arlington |                       | México                  | 2 |             |             |  |  |       |       |
|  |                         | Canadá                | 1                       |   |             |             |  |  |       |       |
|  | Costa Rica              | Canadá                | 1                       | 0 |             |             |  |  |       |       |
|  | Costa Rica              |                       |                         | 0 |             |             |  |  |       |       |
|  | Canadá                  | 2                     |                         |   |             |             |  |  |       |       |
|  | Canadá                  | 2                     |                         |   |             |             |  |  |       |       |

#### Cuartos de final
| 24 de julio de 2021, 19:30 | Catar                         | 3:2 (2:0) | El Salvador    | State Farm Stadium, Glendale                                   |                                                                |
|                            | Ali 2', 55' (pen.) · Hatem 8' | Reporte   | Rivas 63', 66' | Asistencia: 64 211 espectadores Árbitro(s): Fernando Hernández | Asistencia: 64 211 espectadores Árbitro(s): Fernando Hernández |

| 24 de julio de 2021, 22:00 | México                                       | 3:0 (3:0) | Honduras | State Farm Stadium, Glendale                              |                                                           |
|                            | Funes Mori 26' · Dos Santos 31' · Pineda 38' | Reporte   |          | Asistencia: 64 211 espectadores Árbitro(s): Mario Escobar | Asistencia: 64 211 espectadores Árbitro(s): Mario Escobar |

| 25 de julio de 2021, 19:00 | Costa Rica | 0:2 (0:1) | Canadá                      | AT&T Stadium, Arlington                                  |                                                          |
|                            |            | Reporte   | Hoilett 18' · Eustáquio 69' | Asistencia: 41 318 espectadores Árbitro(s): Jair Marrufo | Asistencia: 41 318 espectadores Árbitro(s): Jair Marrufo |

| 25 de julio de 2021, 21:30 | Estados Unidos | 1:0 (0:0) | Jamaica | AT&T Stadium, Arlington                                 |                                                         |
|                            | Hoppe 83'      | Reporte   |         | Asistencia: 41 318 espectadores Árbitro(s): César Ramos | Asistencia: 41 318 espectadores Árbitro(s): César Ramos |

#### Semifinales
| 29 de julio de 2021, 19:30 | Catar | 0:1 (0:0) | Estados Unidos | Q2 Stadium, Austin                                                |                                                                   |
|                            |       | Reporte   | Zardes 86'     | Asistencia: 20 500 espectadores Árbitro(s): Juan Gabriel Calderón | Asistencia: 20 500 espectadores Árbitro(s): Juan Gabriel Calderón |

| 29 de julio de 2021, 22:00 | México                              | 2:1 (1:0) | Canadá       | NRG Stadium, Houston                                         |                                                              |
|                            | Pineda 45+2' (pen.) · Herrera 90+9' | Reporte   | Buchanan 57' | Asistencia: 70 304 espectadores Árbitro(s): Daneon Parchment | Asistencia: 70 304 espectadores Árbitro(s): Daneon Parchment |

#### Final
| 1 de agosto de 2021, 21:00 | Estados Unidos | 1:0 (0:0, 0:0) (t. s.) | México | Allegiant Stadium, Paradise                               |                                                           |
|                            | Robinson 117'  | Reporte                |        | Asistencia: 61 114 espectadores Árbitro(s): Said Martínez | Asistencia: 61 114 espectadores Árbitro(s): Said Martínez |

|                           |
| Bandera de Estados Unidos |
| Campeón Estados Unidos    |
| 7.° título                |

## Estadísticas

### Goleadores
| Jugador            | Selección   | Goles | Minutos jugados | PJ |
| Almoez Ali         | Catar       | 4     | 402'            | 5  |
| ------------------ | ----------- | ----- | --------------- | -- |
| Romell Quioto      | Honduras    | 3     | 124'            | 3  |
| Cyle Larin         | Canadá      | 3     | 204'            | 3  |
| Joaquín Rivas      | El Salvador | 3     | 273'            | 3  |
| Orbelín Pineda     | México      | 3     | 292'            | 5  |
| Stephen Eustáquio  | Canadá      | 3     | 344'            | 4  |
| Abdulaziz Hatem    | Catar       | 3     | 415'            | 5  |
| Rogelio Funes Mori | México      | 3     | 514'            | 6  |

### Clasificación general

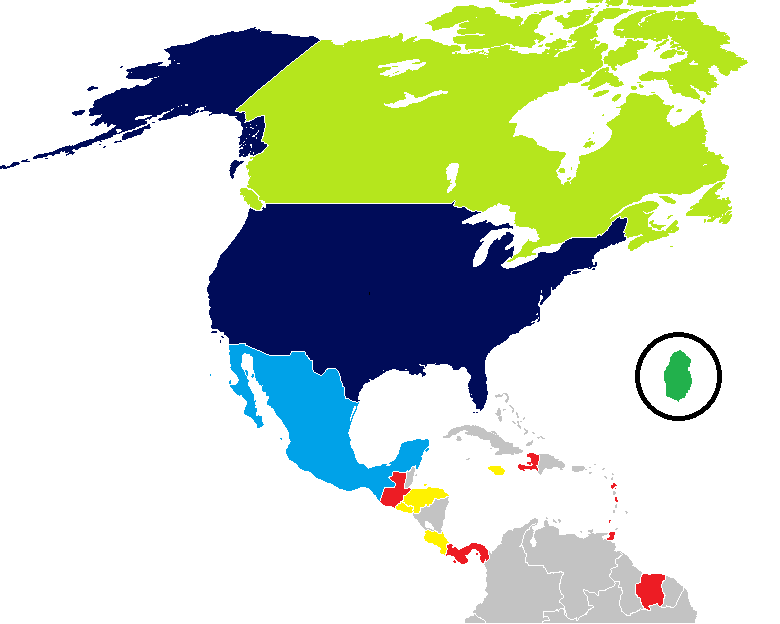
Países participantes según la fase alcanzada en el torneo

(de acuerdo a la página oficial Archivado el 3 de julio de 2019 en Wayback Machine. de la competición)
| Pos. | Selección         | Gr. | Pts. | PJ | PG | PE | PP | GF | GC | Dif | Rend.  |
| ---- | ----------------- | --- | ---- | -- | -- | -- | -- | -- | -- | --- | ------ |
| 1    | Estados Unidos    | B   | 18   | 6  | 6  | 0  | 0  | 11 | 1  | +10 | 100%   |
| 2    | México            | A   | 13   | 6  | 4  | 1  | 1  | 9  | 2  | +7  | 72.22% |
| 3    | Catar             | D   | 10   | 5  | 3  | 1  | 1  | 12 | 6  | +6  | 66.67% |
| 4    | Canadá            | B   | 9    | 5  | 3  | 0  | 2  | 11 | 5  | +6  | 60%    |
| 5    | Costa Rica        | C   | 9    | 4  | 3  | 0  | 1  | 6  | 4  | +2  | 75%    |
| 6    | El Salvador       | A   | 6    | 4  | 2  | 0  | 2  | 6  | 4  | +2  | 50%    |
| 7    | Jamaica           | C   | 6    | 4  | 2  | 0  | 2  | 4  | 3  | +1  | 50%    |
| 8    | Honduras          | D   | 6    | 4  | 2  | 0  | 2  | 7  | 7  | 0   | 50%    |
| 9    | Panamá            | D   | 4    | 3  | 1  | 1  | 1  | 8  | 7  | +1  | 44.44% |
| 10   | Surinam           | C   | 3    | 3  | 1  | 0  | 2  | 3  | 5  | −2  | 33.33% |
| 11   | Haití             | B   | 3    | 3  | 1  | 0  | 2  | 3  | 6  | −3  | 33.33% |
| 12   | Trinidad y Tobago | A   | 2    | 3  | 0  | 2  | 1  | 1  | 3  | −2  | 22.22% |
| 13   | Guatemala         | A   | 1    | 3  | 0  | 1  | 2  | 1  | 6  | −5  | 11.11% |
| 14   | Guadalupe         | C   | 0    | 3  | 0  | 0  | 3  | 3  | 7  | −4  | 0%     |
| 15   | Martinica         | B   | 0    | 3  | 0  | 0  | 3  | 3  | 12 | −9  | 0%     |
| 16   | Granada           | D   | 0    | 3  | 0  | 0  | 3  | 1  | 11 | −10 | 0%     |

### Once ideal
El mejor once ideal de la competición, según la Concacaf.
| Portero     | Defensores                                          | Mediocampistas                             | Delanteros                               |
| ----------- | --------------------------------------------------- | ------------------------------------------ | ---------------------------------------- |
| Matt Turner | Miles Robinson Edson Álvarez Shaq Moore Damion Lowe | Héctor Herrera Celso Borges Tajon Buchanan | Akram Afif Rogelio Funes Mori Almoez Ali |